# الویرا (آیوا)
الویرا (به انگلیسی: Elvira) یک منطقهٔ مسکونی در ایالات متحده آمریکا است که در شهرستان کلینتون، آیووا واقع شده‌است.